# Thiện Đình Khuê
Thiện Đình Khuê (chữ Hán: 單廷珪) hay Đan Đình Khuê, Đơn Đình Khuê là một nhân vật hư cấu trong tiểu thuyết cổ điển Trung Quốc Thủy hử. Ông là một trong số 108 anh hùng Lương Sơn Bạc. Biệt hiệu là "Thánh Thủy Tướng Quân". Quân thuộc quyền khi xung trận đều mặc giáp đen, cờ hiệu cũng màu đen. Là Đoàn luyện sứ ở Lăng Châu. Đan và Ngụy Định Quốc được Thái sư Sái Kinh  tiến cử đi dẹp quân Lương Sơn ngay sau khi đội quân này phá thành Đại Danh giải cứu được Lư Tuấn Nghĩa và chiêu dụ được Quan Thắng, Sách Siêu.

## Ngoại hình
Đan được miêu tả:
| “ | ...đầu đội mũ sắc vuông có 2 tua rủ, ngoài khoác áo da hùm, trong mặc chiến bào thêu, chân đi giày da chạm, lưng thắt dây loan biếc, vai đeo cung tên, cưỡi ngựa đen, vác gươm đen, trước mặt dàn lá cờ đen thuộc Bắc phương ghi mấy chữ Thánh Thủy tướng quân Đan Đình Khuê màu bạc... | ” |

## Lên Lương Sơn
Trận chiến ở Lăng Châu, tướng thống lãnh quân mã của Lương Sơn là Quan Thắng, hai tướng tiếp ứng là Dương Chí và Lâm Xung. Cả Đan và Ngụy Định Quốc trước đều có giao thiệp và quen biết với Quan Thắng nên lúc xáp mặt, Quan có lời dụ hàng nhưng Đan và Ngụy không chịu. Đối trận đầu, Đan bắt được phó tướng của Quan Thắng là Hác Tư Văn. Ở trận thứ hai, Quan Thắng trá bại, lừa Đan đuổi theo và đánh ngã. Một phần do sự giao tình từ trước nên khi này, Quan lại khuyên dụ và Đan Đình Khuê nghe lời, trở thành một trong số những thủ lĩnh Lương Sơn. Chiến quả đầu tiên của nhân vật này là khi Đan trở thành người móc nối, giúp đồng đội là Ngụy Định Quốc trở cờ, theo về với quân Lương Sơn Bạc.
Đan Đình Khuê và Ngụy Định Quốc xuất hiện từ hồi 66 trong bộ tiểu thuyết Thủy Hử truyện.

## Sau khi chiêu an và tử trận
Khi phân định ngôi thứ ở Lương Sơn Bạc, Đan Đình Khuê trở thành một đầu lĩnh mã quân, ông và Ngụy Định Quốc là phó tướng cho Tần Minh. Sau khi nhận chiêu an, ông cùng Tống Công Minh và các đầu lĩnh khác tham gia hàng loạt chiến dịch đánh dẹp quân Liêu và các lực lượng khác chống đối triều đình nhà Tống. Trong chiến dịch đánh Phương Lạp, khi theo Lư Tuấn Nghĩa đánh tới Hấp Châu, thấy cổng thành mở toang, Đan Đình Khuê cùng Ngụy Định Quốc muốn lập công đầu, xông vào thành. Không ngờ bên trong thành là hầm sập sát cổng. Hai tướng không đề phòng, cả người lẫn ngựa lăn nhào xuống hố. Quân địch mai phục sẵn hai bên cầm giáo dài và cung tên nhất loạt đâm, bắn. Hai tướng chết ngay tại chỗ.

## Trong Đãng Khấu Chí
Tại hồi 61, Đan Đình Khuê cùng Ngụy Định Quốc trấn thủ Nam Vượng Doanh, ỷ dốc với Gia Tường. Ngờ đâu, Hô Diên Chước ra quân thất bại, Hàn Thao Bành Kỷ chết trận, Tuyên Tán, Hách Tư Văn bị bắt, Gia Tường thất thủ. Hô Diên Chước thuyết phục 2 tướng đem hết quân mã đánh Gia Tường, hai tướng đồng ý. Hôm đầu đánh cửa đông, Đan Đình Khuê đánh Phó Ngọc hơn 50 hiệp không phân thắng bại. Hôm sau, Đan cùng Hô Diên tấn công Đông môn, giao tranh với Văn Đạt, bị Văn Đạt bắt sống và bị chặt mất 2 tay.